# О чём говорят мужчины. Продолжение
«О чём говоря́т мужчи́ны. Продолжение» — российская комедия. Выход в широкий прокат в России состоялся 22 февраля 2018 года.

## Сюжет
Действие фильма разворачивается в Москве, в поездах, следующих в Санкт-Петербург, и в Санкт-Петербурге.
Четверо старых друзей, Саша, Слава, Камиль и Лёша, очень давно не собиравшиеся все вместе, наконец, встречаются в московском кафе. Камиль заявляет, что все они сегодня вечером в среду должны поехать вместе с ним в Петербург. Друзья после колебаний соглашаются.
Дома остались нерешённые дела, которые не дают отвлечься по дороге. Лёша забыл о необходимости пойти с родителями на день рождения к дальнему родственнику дяде Боре и теперь очень переживает, как родители на это отреагируют. Дальше его размышления сводятся к проблеме того, что поведение человека почти полностью определяется ожиданиями окружающих. Слава завёл отношения с девушкой Лерой, на 25 лет моложе, но не может найти с ней общий язык и поэтому сомневается любит ли он её, а она — его, или всё это — просто привычка. Саше не повезло в том, что один его богатый друг сначала согласился, а потом отказался дать ссуду на новый проект. Причем отказался под странным, но понятным предлогом: Саша ему не просто партнер, он ему старый друг, а друзьям он денег не дает, так как это может привести к ссоре. Теперь Саше снова придётся где-то искать деньги, так как проект уже запущен. Только Камиль не был ничем озабочен, но по дороге в кафе к друзьям, на вокзал, а затем в тамбуре поезда с ним постоянно беседует непонятно откуда появляющийся загадочный человек с рыжей бородой, пытаясь пробудить в Камиле проблески совести.
Сев на поезд «Ласточка», герои затевают разговор о деньгах, женщинах, отношениях с родственниками и т. п. На одной из станций Леше показалось, что кто-то украл его рюкзак, и он выскакивает из поезда в погоню за «похитителем». Остальные, схватив свои вещи, следуют за ним. На перроне выяснилось, что Лёша ошибся. Но теперь герои отстали от поезда, а Лёша к тому же остался без багажа, который поехал дальше без хозяина. Пока ждали другой поезд, стемнело.
Продолжать путь приходится в плацкартном вагоне поезда Адлер — Мурманск, шедшего следом. В ожидании поезда и в вагоне товарищи ностальгируют по ушедшей юности; в частности, все соглашаются, каким критически важным было в юности умение одним движением расстегнуть бюстгальтер на спине девушки. Проводница вагона оказалась жизнерадостной и улыбчивой футбольной болельщицей, влюбленной в Лео Месси, а один из пассажиров постоянно падал с верхней полки. От атмосферы в вагоне и общения с друзьями Камиль впервые за долгое время почувствовал себя счастливым.
Сергей, богатый приятель Саши, после отказа чувствует себя виноватым и, поколебавшись, летит в Петербург, чтобы помириться. Ожидая в ресторане, он не знает, что Саша задержится из-за пересадки на другой поезд, и постепенно напивается, найдя себе в качестве собеседника официанта.
Прибыв ранним утром в Петербург, друзья находят Лёшин багаж в вокзальном бюро забытых вещей и отправляются гулять по городу — посещают различные бары, катаются по каналам, хотя и знают, что Сашу уже ждут в ресторане. Наконец, встретившись, Саша и Сергей мирятся. Сильно нетрезвый Сергей даже обещает Саше дать деньги не взаймы, а просто так, даром, чтобы ему было спокойнее. После разговора, в котором Лёша рассказывает о своих взаимоотношениях с дочерью, Слава говорит, что испытывает чувство к Лере, которое друзья в шутку называют «Астмой», а Камиль на примере отношений со своей женой говорит, что после прекращения «догонялок», постоянных подозрений, слежки и ревности, отношения потеряли весь свой смысл.
Потом Камиль меняет тему и рассказывает случай, когда он, сдавая анализы, встретил человека (того самого, что весь фильм был «совестью» Камиля), которого увели в больницу. На вопрос «Зачем он это всё рассказал?» Камиль отвечает, что ему стало как-то стыдно, потому что он сядет в свою дорогую машину, поедет в хорошую квартиру, а тот мужик, возможно, навсегда останется в больнице. Камиль произносит речь о том, как стыдно быть несчастливым, когда у тебя всё, ну, или почти всё, есть. В этом же монологе он раскрывает причину, по которой он всех позвал в Петербург: они давно не выбирались никуда вместе — последний раз это было 8 лет назад, когда мужчины ездили в Одессу.
В эпилоге совесть Камиля рассказывает о дальнейшей судьбе героев: Слава, после того как он один раз сходил на йогу с Лерой, расстаётся с ней. Отсутствия Лёши на дне рождения дяди Бори никто не заметил, даже сам дядя Боря, но родители по-прежнему на него в обиде. Сергей так и не дал денег Саше, потому что был пьяным, а пьяный он мог многое наобещать — так он и объяснил в разговоре на следующий день; но Саша взял кредит в залог квартиры и как-то выкрутился. У Камиля и Веры всё стало налаживаться; Камиль уговорил жену слетать в Чили, куда всегда мечтал однажды попасть. Человек из недр больницы выздоровел.

## В ролях
- Леонид Барац — Лёша
- Александр Демидов — Саша
- Камиль Ларин — Камиль
- Ростислав Хаит — Слава
- Алексей Барабаш — Сергей Леонидович, богатый друг Саши
- Алексей Колубков — собеседник Камиля
- Леонид Каневский — Семён, отец Лёши
- Ольга Волкова — мать Лёши
- Елена Подкаминская — Настя, жена Лёши
- Елизавета Барац — Лиза, старшая дочь Леши
- Дарья Кудряшова — Ева, младшая дочь Лёши
- Михаил Прохоров — камео
- Кристина Бабушкина — Люда, секретарша Прохорова
- Александр Ляпин — Володя, водитель Сергея Леонидовича
- Сара Ндафа Кинтинс — эфиоп
- Татьяна Догилева — проводница поезда
- Евгений Сытый — десантник
- Людмила Волкова — Юля, секретарша Саши
- Игорь Каменской — уличный музыкант
- Сергей Козлов — мужчина с рюкзаком
- Валерия Соколова — Лера
- Евгений Папунаишвили — мужчина, похожий на Славу
- Дмитрий Голованов — турист
- Антон Яковлев — Месси
- Анастасия Мясникова — Виктория Боня
- Анастасия Караулова — фанатка Бони
- Максим Емельянов — продавец кваса
- Дмитрий Астрахан — выступающий на похоронах
- Группа «Би-2» — камео
- Виктор Лыков — бармен
- Павел Рассомахин — Костя, официант
- Михаил Трясоруков — кучер

## Съёмочная группа
- Авторы сценария — Сергей Петрейков и Леонид Барац при участии Ростислава Хаита
- Режиссёр-постановщик — Флюза Фархшатова
- Оператор-постановщик — Антуан Вивас-Денисов
- Музыка — группа «Би-2»
- Музыкальные продюсеры — группа «Би-2», Сергей Большаков
- Исполнительный продюсер — Анна Собиневская
- Продюсеры — Сергей Сельянов, Сергей Петрейков, Леонид Барац и Ростислав Хаит

## Съёмки
Фильм снимался при поддержке Фонда Кино.
В съёмках принял участие миллиардер Михаил Прохоров, сыгравший самого себя. Его гонорар составил символический 1 рубль.
В фильме присутствует очень много рекламы, что делает его вторым, после фильма «Ирония судьбы. Продолжение», чемпионом продакт-плейсмента, который занял почти 10 % картины:
- Несколько раз в фильме появляется логотип «Яндекс.Такси». В первый раз — уже через минуту после начала;
- Дважды можно заметить рекламу «Бинбанка»: в начале и в конце (с 2015 года артисты «Квартета И» являются «лицами» банка);
- На протяжении 16 минут в кадре появляются чипсы Lays;
- В начале, середине и конце картины герои играют в World of Tanks, в последний раз это происходит за минуту до финальных титров;
- Пока герои пьют, почти четыре минуты подряд мелькает бутылка водки «Пять озёр»;
- Несколько раз рекламируются авиакомпания «Россия», ОАО "РЖД", пиво «Бочка», бани «Сандуны» и автомобили Audi.

## Музыка
| №   | Название                        | Исполнитель(ли)       | Длительность |
| --- | ------------------------------- | --------------------- | ------------ |
| 1.  | «Ля-ля тополя»                  | Би-2                  | 5:06         |
| 2.  | «Реки любви»                    | Би-2 feat. Квартет И  | 3:34         |
| 3.  | «Виски»                         | Би-2 feat. John Grant | 3:20         |
| 4.  | «Полковнику никто не пишет»     | Би-2                  | 4:54         |
| 5.  | «Иначе (Bonus Track)»           | Би-2 feat. John Grant | 4:07         |
| 6.  | «Школа танцев»                  | Би-2                  | 3:37         |
| 7.  | «Забери меня (part 1 & part 2)» | Би-2                  | 9:38         |
| 8.  | «Философский камень»            | Би-2                  | 4:46         |
| 9.  | «Детство»                       | Би-2                  | 3:14         |
| 10. | «Bowie»                         | Би-2                  | 4:53         |

## Маркетинг
В январе 2018 года вышел финальный трейлер фильма.